# Schizaspidia brevifuniculata
Schizaspidia brevifuniculata är en stekelart som beskrevs av T.C. Narendran 1985. Schizaspidia brevifuniculata ingår i släktet Schizaspidia och familjen Eucharitidae. Inga underarter finns listade i Catalogue of Life.